# Allan Paivio
Allan Urho Paivio (29. března 1925 Thunder Bay – 19. června 2016) byl kanadský profesor psychologie na univerzitě v západním Ontariu. Doktorát získal v roce 1959 na McGillově univerzitě a poté až do svého odchodu do důchodu přednášel na Univerzitě v západním Ontariu v ontarijském Londonu.
Řadí se mezi představitele kognitivní psychologie.

## Mládí a rodinné zázemí
Paivio se narodil v Thunder Bay v provincii Ontario jako syn Aku Päivia a Idy Hänninenové. Jeho otec byl finsko-kanadský novinář, básník a socialista. Jeho bratr Jules Peter Päiviö byl architekt, profesor a účastník španělské občanské války. Byl posledním přeživším členem kanadského Mackenzie-Papineauova batalionu, který v této válce bojoval.
V roce 1948, získal Allan Paivio titul "Mr. World Canada" v kulturistické soutěži založené Mezinárodní federací BodyBuilding & Fitness.

## Akademická kariéra
Paivio je autorem asi dvou set odborných článků a 5 knih. Nejvíc se proslavil Teorií duálního kódování, která souvisí s prací naší paměti.